# Vincent Sherman
Vincent Sherman (Vienna, 16 de julho de 1906 - Los Angeles, 18 de junho de 2006) foi um ator e cineasta estadunidense. Ele começou sua carreira na Broadway e depois no cinema, além disso dirigiu séries de sucesso na televisão como Os Waltons, Hospital Médico e Baretta.